# Тыгиса
Тыгиса — у науканских эскимосов дух, овладевающий клептоманами. Посреди ночи он будит человека и подстрекает его к воровству. Человек, которым овладел Тыгиса, называется Тыгиесанук. Чтобы не стать тыгиесануком, рекомендовалось не пить воду тайком, потому что от этого развивается тяга к питью, и не есть в одиночку, чтоб не появилось дурных привычек.